# Loi d'Osthoff
Cette page contient des caractères spéciaux ou non latins. S’ils s’affichent mal (▯, ?, etc.), consultez la page d’aide Unicode.
La loi d'Osthoff (nommée d'après Hermann Osthoff, 1847-1909, linguiste allemand) est un processus régulier d'évolution phonétique concernant des langues indo-européennes anciennes comme le grec ancien ou le gotique, lequel consiste en un abrègement de voyelles longues dans certaines conditions.

## Mécanismes généraux
Toute voyelle longue du grec commun est abrégée devant une sonante ([r], [l], [m], [n], [j], [w]) précédant une autre consonne, ce que l'on pourrait synthétiser ainsi : ĀRC > ĂRC (où A représente n'importe quelle voyelle).

## Exemples
Ils sont nombreux, d'autant plus qu'ils interviennent souvent au cours de la flexion. On peut citer par exemple la désinence de datif pluriel thématique (2e déclinaison ; consulter Déclinaisons du grec ancien), qui est -οις -ois (λόγοις), provenant de *-ωις -ōis, prononcé /oːjs/ donc abrégé en /ojs/. On retrouve la quantité longue initiale en sanskrit : l'instrumental pluriel thématique y est en -āis, sachant que ā est l'évolution régulière de ō. Le sanskrit connaît cependant aussi un abrègement des voyelles longues devant sonante, décrit par la Loi de Brugmann.
Certains abrègements sont masqués par des processus postérieurs, lesquels peuvent conduire à un nouvel allongement.

## Résumé
- Extension de la loi : grec commun (loi panhellénique), gotique ;
- chronologie : avant la formation des dialectes, avant la chute des occlusives finales, après la chute de [s] intervocalique ou en début de mot, après certaines métathèses ;
- effets (notation abrégée) : V [+ quantité longue] > V [- quantité longue] / _RC.